# Heritiera magnifica
Heritiera magnifica är en malvaväxtart som beskrevs av A.J.G.H. Kostermans. Heritiera magnifica ingår i släktet Heritiera och familjen malvaväxter. Inga underarter finns listade i Catalogue of Life.